# Matarishvan
Matarishvan (Sanskrit मातरिश्वन् mātariśvan m.) ist in der vedischen Mythologie der Bote des Vivasvat. Nach dem Rigveda raubte er das verborgene Feuer und brachte es vom Himmel dem Weisen Bhrigu. Manchmal wird er aber auch mit dem Feuergott Agni gleichgesetzt. Später konnte er auch als Wind betrachtet werden.